# قطعنامه ۱۱۶ شورای امنیت
قطعنامه ۱۱۶ شورای امنیت سازمان ملل متحد که در تاریخ ۲۶ ژوئن ۱۹۵۶ تصویب شد، سندی بین‌المللی دربارهٔ پذیرش اعضای جدید سازمان ملل متحد: تونس است. این قطعنامه طی نشست ۷۳۲ام با ۱۱ موافق، ۰ مخالف و ۰ ممتنع تصویب شد.